# Trögerova zásada
Trögerova zásada (systematický název 2,8-dimethyl-6H,12H-5,11-methanodibenzo[b,f][1,5]diazocin je tetracyklická organická sloučenina. Trögerova zásada a její analogy jsou rozpustné v mnoha organických rozpouštědlech a jejich vodné roztoky jsou silně kyselé.

## Historie
Julius Tröger v roce 1887, kdy tuto látku objevil, nedokázal určit její přesnou strukturu,. I když bylo navrženo několik možností, tak byla skutečná struktura zjištěna až o 48 let později.

## Příprava

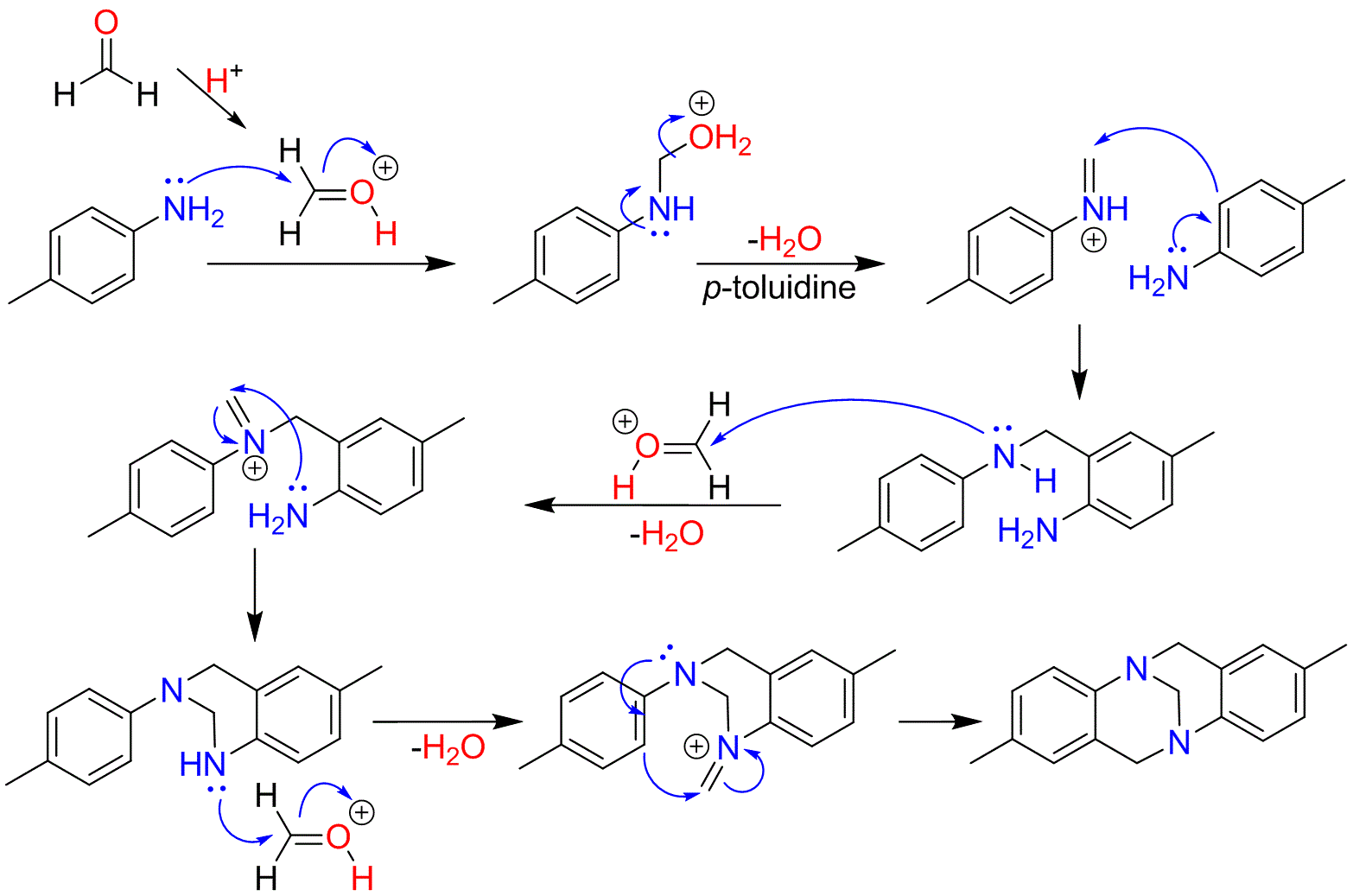
Mechanismus tvorby Trögerovy zásady

Trögerova zásada byla poprvé připravena v roce 1887 reakcí p-toluidinu s formaldehydem v kyselém prostředí. Dalšími možnostmi jsou reakce dimethylsulfoxidu (DMSO) s kyselinou chlorovodíkovou nebo použití hexamethylentetraminu namísto formaldehydu.
Mechanismus reakce při použití DMSO je podobný jako u Pummererova přesmyku. Interakcemi DMSO s kyselinou chlorovodíkovou vznikne elektrofilní sulfeniový ion, který podstupuje elektrofilní adiční reakci s aromatickým aminem. Následně se vzniklý methanthiol eliminuje na imin, který poté reaguje s druhým ekvivalentem aminu, u kterého se opakuje adice sulfeniového iontu a eliminace, pak iminová skupina vstoupí do vnitromolekulární elektrofilní aromatické substituce. Reakce pokračuje tvorbou třetího iminu a druhou elektrofilní aromatickou substitucí. Enantioselektivní přípravu opticky aktivních analogů Trögerovy zásady lze provést přímou syntézou nebo použitím chirálních analogů Trögerovy zásady.

## Struktura

Enantiomery Trögerovy zásady: (5S,11S)-enantiomer (nahoře) a (5R,11R)-enantiomer (dole)

Trögerova zásada existuje ve dvou enantiomerech, mezi kterými se po jejich vzniku obvykle rychle ustavuje rovnováha a vzniká tak racemická směs, která je opticky neaktivní. Této přeměně může zabránit konformační napětí, protože dusík může u organických sloučenin vytvářet stereogenní centra. Oddělit oba enantiomery od sebe dokázal poprvé Vladimir Prelog v roce 1944, a to pomocí sloupcové chromatografie s chirální stacionární fází, což byla v té době poměrně nová metoda, která se začala více používat až později. Trögerovu zásadu a podobné sloučeniny lze na jednotlivé antipody rozdělit několika způsoby, jako je například chirální HPLC, nebo příprava samotných enantiomerů.
Téměř 30 let po Trögerově objevu byla popsána další látka, připravená kondenzací formaldehydu s 2,4-diaminotoluenem. Po téměř 100 letech se podařilo určit její strukturu pomocí rentgenové krystalografie; jedná se o C2-symetrický analog Trögerovy zásady, který obsahuje aminovou skupinu. Trögerova zásada patří mezi diaminy a je chirální, protože změně konfigurace zabraňují dvě terciární aminové skupiny vytvářející můstek. Trögerova zásada a její analogy se v kyselém prostředí racemizují přes iminiové meziprodukty, čemuž lze zabránit nahrazením methylových skupin ethylovými skupinami.

## Použití

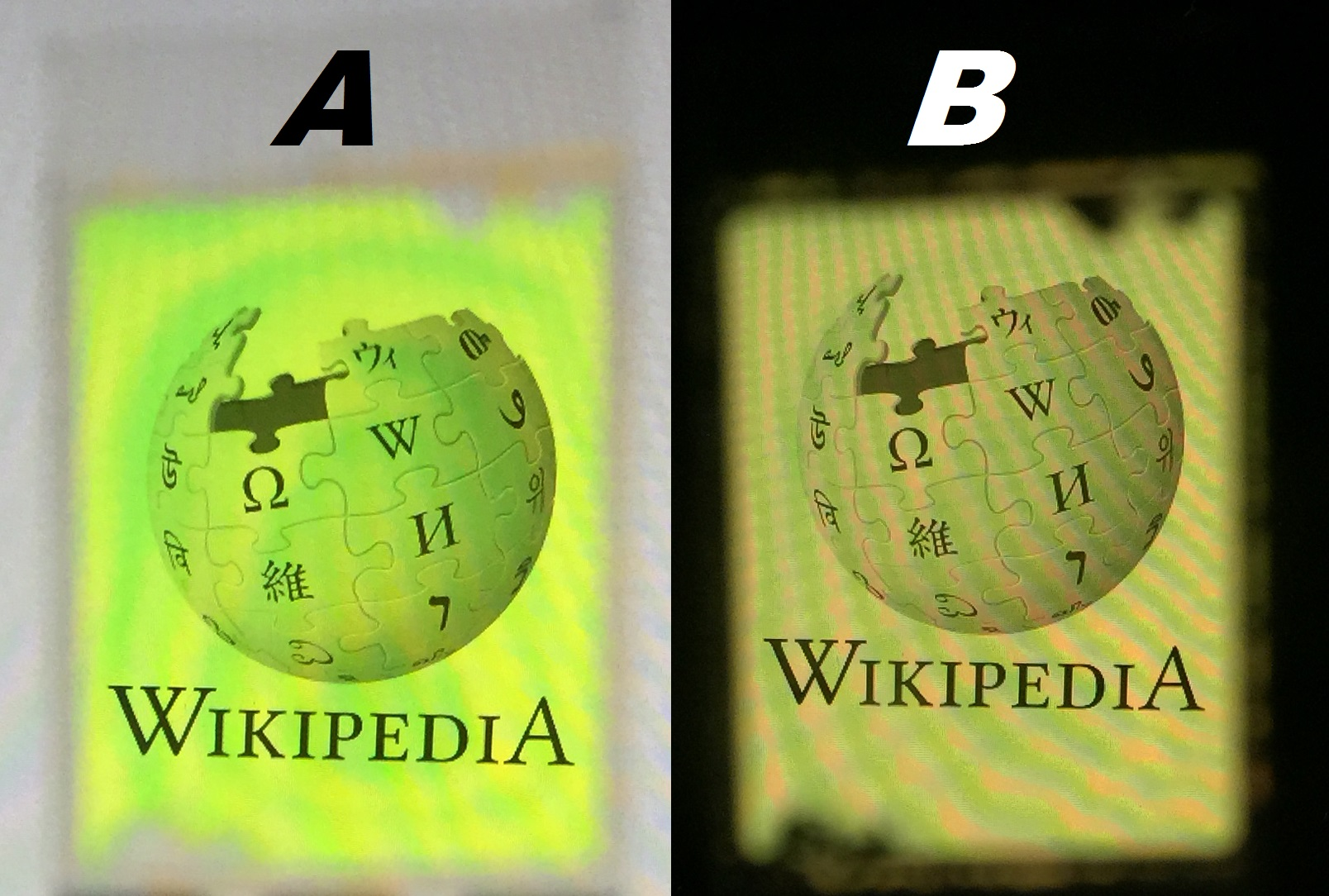
Opticky aktivní analog Trögerovy zásady vytváří helikální struktury, které umožňují znázorněnému prototypu LCD propouštět určité vlnové délky světla přes dvojici paralelních (A) a (B) lineárních polarizátorů.

Trögerova zásada a její analogy se používají k rozlišování mnoha různých organických sloučenin a jako ligandy v koordinační chemii.